# Ciudad Real del Guayrá
La città Real del Guayra, o La Pineria, fu un antico insediamento spagnolo fondato nel 1544 sulla margine sinistro del fiume Paraná, alla foce del fiume Piquiri. La sua posizione attuale è nella zona occidentale dello stato del Paraná, in Brasile. 
Faceva parte dell'impero spagnolo come territorio appartenente al governatorato del Rio de la Plata e del Paraguay fino alla divisione nel 1617, data dalla quale fu incluso nel governatorato del Paraguay, che era inizialmente chiamato Gobernación del Guayrá.